# Дакс, Марк
Марк Дакс (фр. Marc Dax; 27 декабря 1771, Тараскон-сюр-Арьеж — 3 июня 1837, Соммьер) — французский учёный. Один из первооткрывателей функциональной асимметрии полушарий мозга.
Он считается предшественником теории доминирования левого полушария человеческого мозга в языке, опередив на 25 лет работы Пола Брока, имя которого во многом затмило имя Дакса.

## Роль его сына Гюстава Дакса
Именно сын, Гюстав Дакс (1815-1893), опубликовал работы своего отца в 1863 году после того, как сам добавил множество случаев к сорока наблюдениям, сделанным Марком Даксом. Стремясь уточнить местонахождение языкового центра в левом полушарии, Гюстав Дакс отводит (тогда называемой средней долей) преобладающую роль. Он обратится с сообщением к Луи Франциску Лелу, который приравнивал творчество Даксов к френологии). Позже об открытии стало известно общественности через Gazette Hebdomadaire de Médecine et de Chirurgie(Еженедельный вестник медицины и хирургии) в апреле 1865 года.

## Биография
Он получил медицинское образование в Монпелье и в своей докторской диссертации 1799 года точно описал развитие эпидемии холеры («Памятные вещи для использования в медицинской топографии Эг-Морта»). в 1800 году он устроился врачом общей практики в Соммьер, Ле-Гар. Его научное любопытство привело его к интересу к различным темам, иногда не имеющим отношения к медицине: «Исследование положения Средиземного моря и города Эг-Морт в конце xii Мемуары о Буйенах Вержеза» (1810 г.), Описание Средиземноморья и города Эг-Морт в конце XII века".скала, состоящая исключительно из речных и озерных раковин » (1821).
Его публикации в Мемуарах Нимской академии получили ограниченное распространение.

## Его наблюдения за языковыми расстройствами
Именно во время службы хирургом в армиях Наполеона Дакс обнаружил, что у раненых с афазия (то есть неспособностью к устному общению) наблюдается повреждение головного мозга левого полушария, которое также часто сопровождается правым гемипарезом (то есть слабостью с правой стороны). право тела). Повторив свои наблюдения над многими случаями повреждения головного мозга, которые он исследовал сам или о которых ему сообщили его коллеги, он затем написал краткую диссертацию (Повреждения левой половины головного мозга совпадают с забвением признаков мышления), представленную в 1836 году на небольшом научном конгрессе. Южный конгресс Монпелье. Однако не сохранилось никаких письменных записей об этом устном сообщении (которое по этой причине остается спорным), и год спустя Марк Дакс умер, так и не добившись признания своего открытия.